# Heritage Orchestra
La Heritage Orchestra è un'orchestra britannica fondata da Chris Wheeler e Jules Buckley. Eseguono musica tradizionale, di culto, sperimentale e popolare. L'orchestra, che oscilla tra i 25 ei 65 membri, si è esibita a livello internazionale in luoghi come la Sydney Opera House, Emirates Palace e l'Hollywood Bowl e fa tournée in tutto il Regno Unito per importanti sale da concerto e arene di grandi dimensioni, tra cui The O2 Arena di Londra.
Nel 2010 la Heritage Orchestra è stata nominata al 9° Independent Music Awards e ha vinto il premio Contemporary Classical Album per la sua esecuzione del Concerto per giradischi e orchestra di Gabriel Prokofiev insieme a DJ Yoda. Nel 2017 l'orchestra ha raggiunto il numero uno nelle classifiche degli album del Regno Unito con BBC Radio 1, DJ Pete Tong e il loro album Classic House. L'orchestra si esibisce regolarmente ai BBC Proms.

## Direttori
La Heritage Orchestra è stata fondata nel giugno 2004 dal direttore artistico/produttore Christopher Wheeler e dal direttore d'orchestra/compositore Jules Buckley. Wheeler è stato descritto nel 2011 come uno degli "ingegneri culturali" della Dream Factory Honda. Jules Buckley è direttore principale del Metropole Orkest nei Paesi Bassi, vincendo un Grammy Award per il miglior album strumentale contemporaneo con Snarky Puppy nel loro album Sylva. Wheeler e Buckley hanno lavorato insieme da quando si sono incontrati nel 2001 alla Guildhall School of Music and Drama, a Londra.

## Esibizioni dal vivo e collaborazioni passate
Tra le esibizioni dal vivo e le collaborazioni della Heritage Orchestra figurano:
- Montreux Jazz Festival apparizione per una serata organizzata da Gilles Peterson in luglio 2005.[3]
- Deodato al Hackney Empire[4] il 21 luglio 2006
- DJ Yoda alla Scala, Londra, il 26 luglio 2007, eseguendo la prima mondiale del Concerto for Turntables[5] di Gabriel Prokofiev, includendo anche uno spettacolo con la band Plaid su Warp Records
- The Bays & The Heritage Orchestra - UK Tour - finanziato dall'Arts Council England tramite Music Beyond The Mainstream[6] con successivi spettacoli alla Torre di Londra (settembre 2009) e Womad Festival 2010
- La colonna sonora di Blade Runner di Vangelis è stata suonata dal vivo per la prima volta in assoluto, creata per il Meltdown Festival dei Massive Attack alla Royal Festival Hall il 17 giugno 2008[7] e alla Sydney Opera House il 26 maggio 2013 presso Vivid LIVE
- Bill Drummond dei The KLF - registrazione e cancellazione di The17[8] il 13 ottobre 2008
- Spiritualized eseguono Ladies & Gentlemen We Are Floating In Space alla Royal Festival Hall[9] di Londra il 13 ottobre 2009 e il 9 maggio 2010 al festival All Tomorrows Parties
- John Cale esegue Paris 1919 al Royal Festival Hall il 5 marzo 2010[10] ed al Theatre Royal, Norwich a maggio 2010. Jamie Cullum al BBC Proms alla Royal Albert Hall Londra il 26 agosto 2010[11] ed anche l'11 agosto 2016[12]
- Tim Minchin UK Tour (cont.) nel 2011, comprendendo; Edinburgh Playhouse (16 e 17 aprile); Clyde Auditorium, Glasgow (18 aprile), Aberdeen Exhibition Hall (19 aprile), Royal Albert Hall, Londra (28 e 29 aprile), Clyde Auditorium, Glasgow (8 maggio), Sheffield Arena (10 maggio); Liverpool Arena[13](11 maggio). Appare anche sul suo DVD e CD dal vivo Tim Minchin and the Heritage Orchestra,[14] pubblicato a novembre 2011
- The Leisure Society al Barbican Londra l'8 dicembre 2011[15]
- Bryce Dessner e Aaron Dessner eseguono The Long Count al Barbican, Londra, il 2, 3 e 4 febbraio 2012[16]
- SBTRKT su BBC Live Lounge, Maida Vale Studios, il 12 marzo 2012
- Live Transmission: Joy Division Reworked con Scanner e l'artista visuale Matt Watkins[17][18] eseguito in anteprima al Brighton Festival il 18 maggio 2012[19], successivamente eseguito alla Sydney Opera House[20][21] il 29 maggio 2013, poi in tutto il Regno Unito nel settembre/ottobre 2013 compresa la Royal Festival Hall, Londra[22]; Nottingham Royal Concert Hall, Royal & Derngate, Northampton[23]; Colston Hall, Bristol[24]; Cambridge Corn Exchange[25]; The Anvil, Basingstoke; Symphony Hall, Birmingham[26][27]; The Lowry, Salford[28]; Philharmonic Hall, Liverpool[29][30][31]; Usher Hall, Edinburgh[32]; Sage Gateshead[33].
- Aphex Twin e The Remote Orchestra alla Barbican Hall il 10 ottobre 2012[34][35][36][37]
- Sydney Opera House[20][21] esecuzione di Live Transmission: Joy Division Reworked con Scanner e l'artista visuale Matt Watkins
- The Light Surgeons eseguono SuperEverything[38] UK Tour
- The XX su BBC Radio 1 con Zane Lo Tim Exile (Warp Records) a Village Underground suonano dal vivo campionando l'elettronica orchestrale, dal titolo Bardo EP[39] come parte dell'evento di Will Dutta Blank Canvas il 5 settembre 2013
- These New Puritans al Barbican il 17 aprile 2014[40][41][42][43]
- BBC Radio 1 'Ibiza Prom' il 29 luglio 2015 come parte della stagione BBC Proms.[44]
- Jamie Cullum al BBC Proms nella Royal Albert Hall l'11 agosto 2016[12]
- Pete Tong & The Heritage Orchestra diretta da Jules Buckley eseguono Ibiza Classics, UK Arena Tour 2016, compresi: Arena Birmingham (30 novembre); The O2 Arena, Londra (1º dicembre)[45]; Manchester Arena (2 dicembre)

## Discografia
- The Heritage Orchestra (Brownswood Recordings, 2006)
- Arctic Monkeys - Leave Before The Lights Come On (Domino Records 2006)
- Razorlight - Hostage of Love (Vertigo 2008)
- Pete Lawrie - In The End EP (Island Records 2009)
- The Heritage Orchestra Feat. DJ Yoda - Gabriel Prokofiev Concerto for Turntables & Orchestra (Nonclassical 2009) - vincitore del 9° Independent Music Awards and won the Contemporary Classical Album category
- Black Water Transit - Film Score (2009) diretta da Tony Kaye
- UNKLE - Where Did The Night Fall (Surrender All 2010)
- Emeli Sandé - Daddy (EMI 2011)
- Jonathan Jeremiah - A Solitary Man (Island 2011)
- Emeli Sandé - Clown (Virgin 2012)
- UNKLE and The Heritage Orchestra presentano 'Variation Of A Theme' Live At The Union Chapel (Surrender All, 2014)
- Tim Minchin and the Heritage Orchestra (Laughing Stock Productions, 2015)
- Pete Tong con la Heritage Orchestra diretta by Jules Buckley - Classic House[46] (Polydor, Universal 2016) reaching No.1 in the UK Album Charts
- Pete Tong con la Heritage Orchestra diretta by Jules Buckley - Ibiza Classics[47](Polydor, Universal 2017)